# Jon Hudson
Jon D. Hudson, noto come Jon Hudson (San Francisco, 13 aprile 1968), è un chitarrista statunitense, noto per essere il chitarrista dei Faith No More.

## Biografia
Compagno di stanza di Bill Gould ai tempi del liceo, ed ex membro dei Systems Collapse, nel 1996 sostituisce Dean Menta nei Faith No More, coi quali registra l'album Album of the Year (1997) e rimane fino al 1998, anno dello scioglimento del gruppo.
Dal 2009, grazie alla reunion del gruppo, è nuovamente impegnato con i Faith No More.

## Discografia

### Con Faith No More
- 1997 - Album of the Year
- 2015 - Sol Invictus